# اوزاتو، اوکیناوا
اوزاتو، اوکیناوا (انگلیسی: Ōzato, Okinawa) روستایی واقع در بخش شیماجیری، استان اوکیناوا، ژاپن بود. قلعه اوزاتو در اینجا واقع شده است.
در سال ۲۰۰۳، جمعیت روستا ۱۱٬۶۴۸ و تراکم جمعیت از ۹۴۳٫۱۶ نفر در هر کیلومتر مربع بود. مساحت کل ۱۲٫۳۵ کیلومتر مربع بود.